# ژرمن شپرد

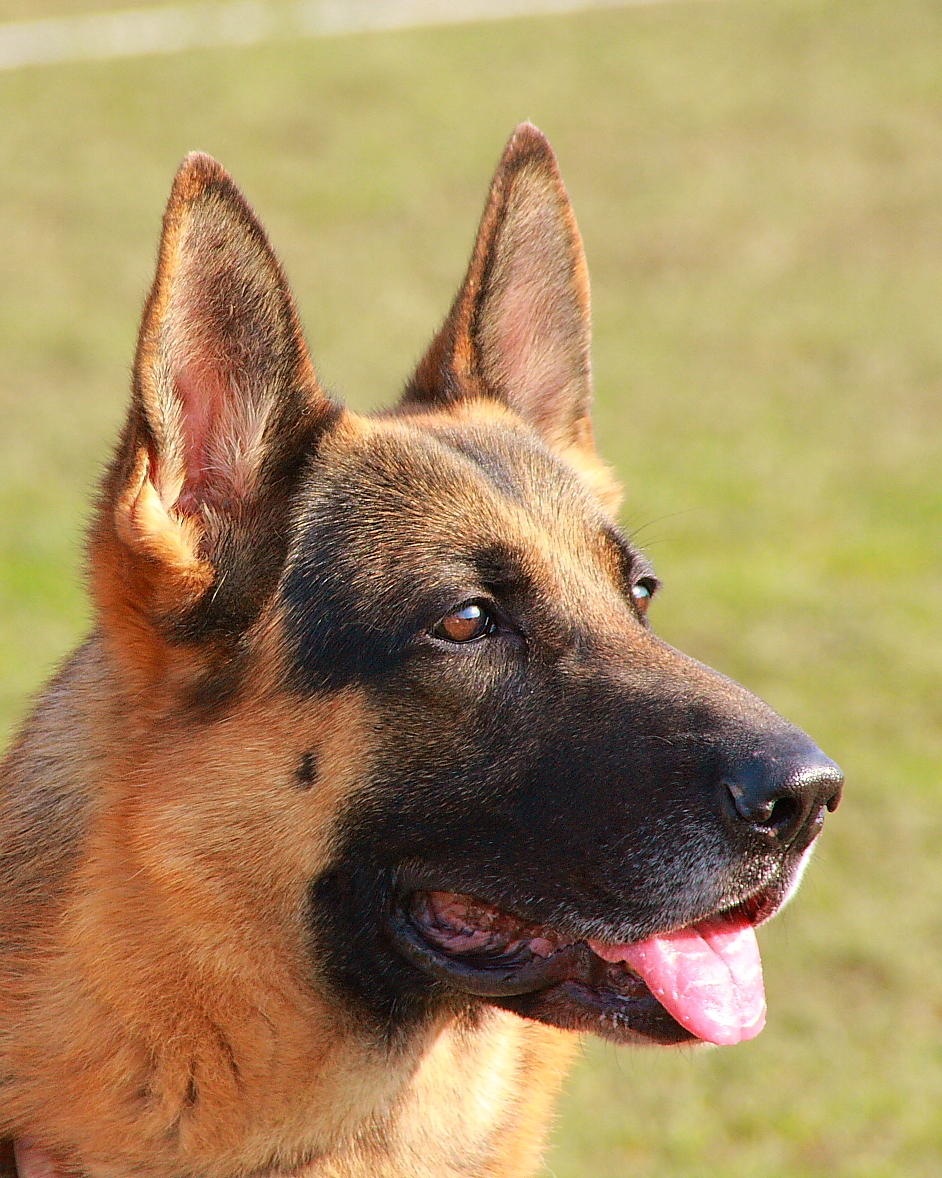
یک سگ از نژاد ژرمن شپرد

ژرمن شپرد یا همان سگ چوپان آلمانی (به آلمانی: Deutscher Schäferhund) یکی از نژادهای سگ است. سگ چوپان آلمانی یکی از نژادهای اصیل آلمانی است که برای نخستین بار در سال ۱۸۹۹ ثبت گردید. سگ ژرمن سگی باهوش، شجاع و مناسب برای کارهای مختلف از جمله گله داری، نگهبانی، راهنمای نابینایان، همراه خانواده، و جستجو و نجات است. قد استاندارد تا جدوگاه در نرها ۶۰ تا ۶۵ سانتی‌متر و در ماده‌ها ۵۵ تا ۶۰ سانتی‌متر است.
طول عمر از ۹ تا ۱۳ سال است.
این نژاد را اکثر و بیشتر افراد به دلیل استفاده در فیلم‌هایی نظیر رکس می‌شناسند و همچنین این سگ حضور مؤثری در صحنه‌های امدادی دارد.
در خاورمیانه دسته‌هایی از شپردهای پلاس فراوان هستند اما نژاد ژرمن شپرد بیشتر در اروپا زندگی دیده شده‌است.
ژرمن شپرد در تمام ایام به دلیل رفتار و ساختار بدنی ممتازش در بین سایر نژادها مورد انتخاب قرار گرفته‌است و حتی ویژگی‌های دفاعی و تربیت‌های اختصاصی آن نیز به معرض قضاوت گذارده می‌شود. مهم‌ترین ویژگی در این نژاد رفتارهای اشرافی، شهامت و توانایی آموختن رفتارها و فعالیت‌های اختصاصی است. نخستین ویژگی یک ژرمن شپرد خوب، قدرت، چالاکی، عضلات مناسب و هوشیاری است. رنگ در سگهای ژرمن شپرد متفاوت است و تقریباً اکثر رنگها قابل قبول هستند. با این وجود رنگهای خیلی کم رنگ یا سفید یک دست قابل قبول نمی‌باشد. البته قابل ذکر است که یک ژرمن اصیل حتماً نباید داری شیب باشد بسیاری از نژادهای اصیل ژرمن که از مولدین اولیه بدون شیب هستند.

## رنگ و ظاهر
این نژاد در سه نوع ژرمن کار (work) و شو لاین (showline) و ژرمن شپرد چک(chek) که از نژادهای قدیمی چکوسلاوی است که از نظر ظاهری مانند showline (بدون شیپ) و از نظر کارایی برتر از work عمل می‌کند که برای جنگ جهانی دوم اصلاح نژاد استاندارد به وجود آمده وجود دارد؛ البته در سال‌های اخیر ژرمن King نیز به این دسته‌بندی اضافه شده‌است، اما این نژاد (کینگ) مورد تأیید سازمان جهانی سگ نمی‌باشد.

## خلق و خو

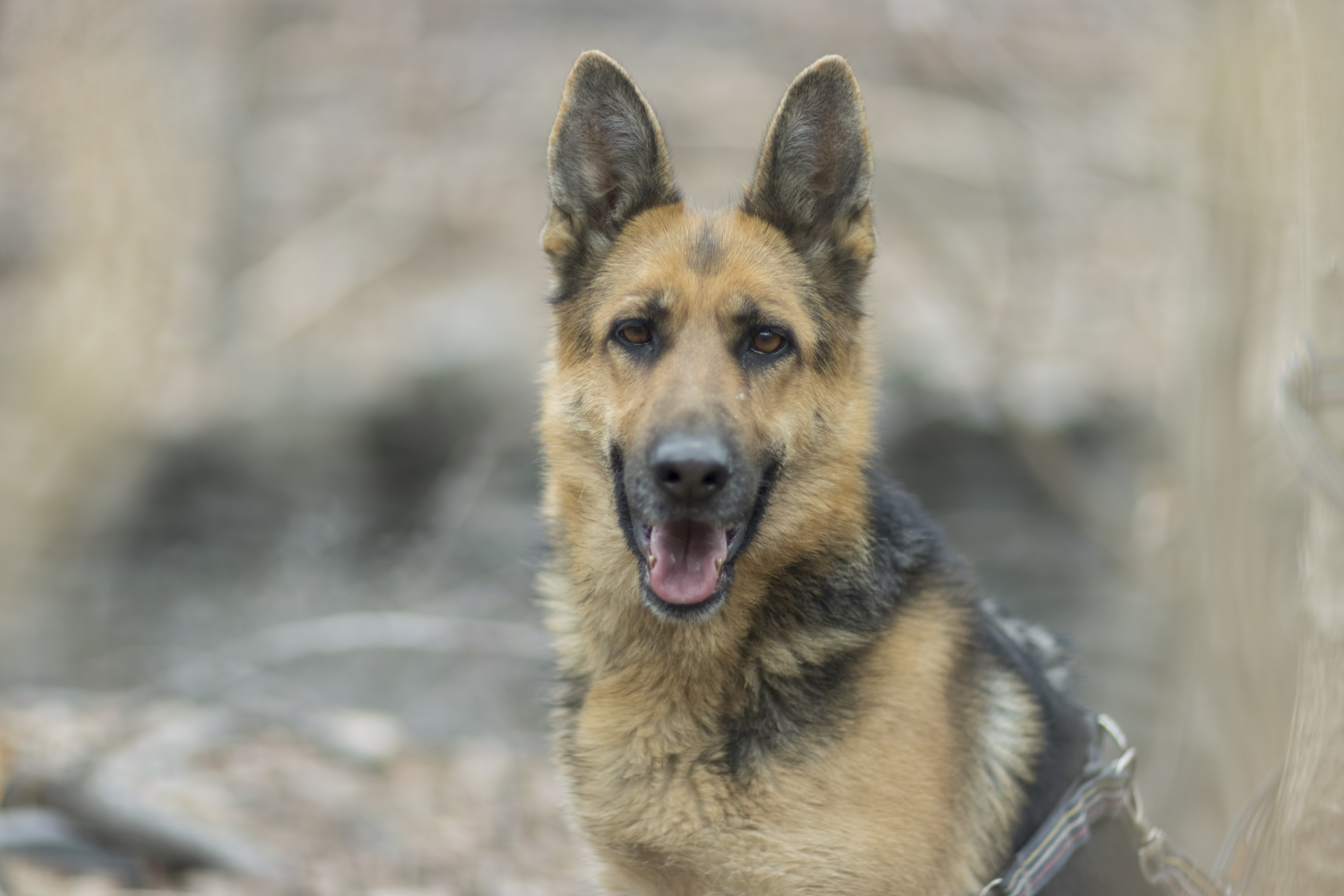
یک سگ ژرمن یک ساله در حوالی مشهد

اغلب به عنوان سگ نگهبان از آن استفاده می‌شود. ژرمن شپرد سگی باهوش، نترس، مشتاق، دلیر، شاداب و بیقرار برای آموختن است. این نژاد ۲ گونه به نام‌های ورک (کاری) و شولاین (نمایشی) دارد. اولین بار سگ ژرمن ورک را در کارهای مختلف استفاده می‌کردند تا اینکه این نژاد راه خود را به سینما باز کرد و مردم یک ژرمن شپرد می‌خواستند. اما آن موقع فقط ورک وجود داشت و مردم که خشونت‌های ژرمن را می‌دیدند این نژاد محبوبیت خود را از دست داد. بعدها پرورش دهنگان به فکر به وجود آوردن سگ ژرمن شولاین یا نمایشی کردند؛ بنابراین خلق و خوی هر ژرمن متفاوت است. جالب است بدانید این سگ امروزه در رتبه دوم محبوب‌ترین نژادهای سگ در جهان است. به شجاعت و وفاداری شهرت دارد. سگی است جدی و به نظرمی رسد. استعداد بسیار خوبی در آموختن دارد. آن‌ها خیلی دوست دارند که همیشه نزدیک اعضای خانواده باشند و بلعکس از غریبه‌ها دوری می‌جویند. ژرمن شپرد سگ اجتماع دوستی است و نباید او را برای مدت طولانی تنها گذاشت. تنها زمانی بانگ می‌کند که لازم باشد. شمه قوی در محافظت و نگهبانی دارد و بهتر است که از سنین پایین به آن آموزشهای اختصاصی داده شود. با حیوانات دیگر کنار می‌آید و با کودکان بسیار مهربان است. به راحتی می‌توان آن را برای اهداف گوناگون اعم از سگ گله، سگ نگهبان، سگ پلیس، راهنمای نابینایان، ناجی و سگ ارتش تعلیم داد و نژاد ژرمن (chek) برای عملیات‌های جنگ جهانی دوم استفاده می‌شد به دلیل فرمان پذیری بالا و این نوع نژاد سگ به دلیل تغیرات ژنتیکی به گونه حاصل شده‌است که در مواقع مختلف می‌توانست خودش تصمیم به انجام کاری بگیرد یا از ان کار صرف نظر کند..

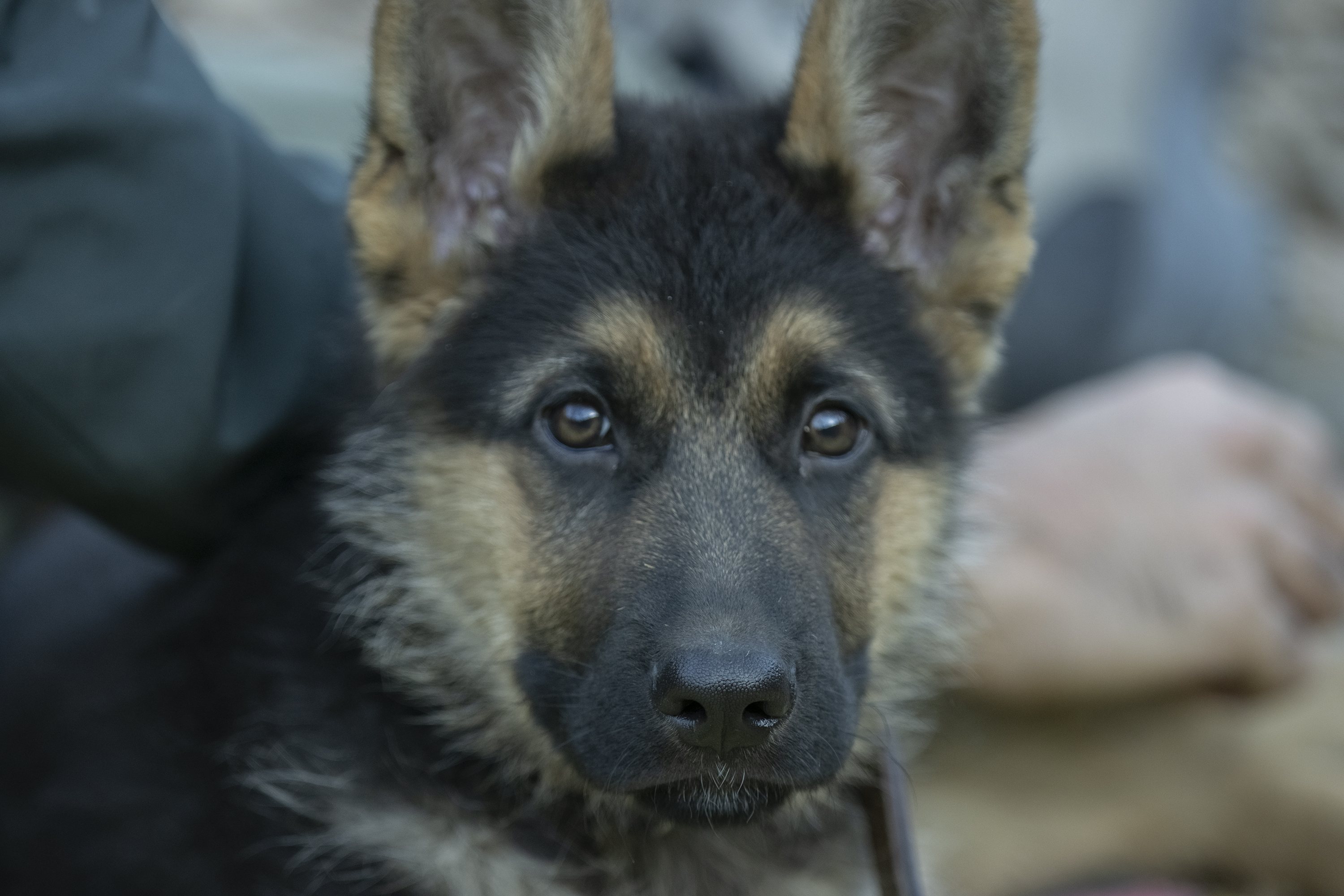
یک توله ژرمن در ایران

## وزن و ارتفاع
وزن: (۴۵) ک. گ،
ارتفاع: (۷۰) س. م،
طول: (۱۱۰) س. م،

## مشکلات سلامتی
مشکلات کپل (باسن) و آرنج در آن‌ها شایع است بنابراین قبل خرید توله سگ از سلامت والدین نسبت به این بیماری اطمینان حاصل نمایید. بیماریهای خونی، مشکلات هضم غذا، صرع، اگزما و کوتاه ماندن اندام قابل ذکر می‌باشد.
شایع‌ترین بیماری دیسپلازی می‌باشد که یک بیماری شایع در کپل این نژاد می‌باشد و با تست دیسپلازی و مشاهده پدر و مادر توله می‌توان از سلامت توله مورد نظر مطلع شد.

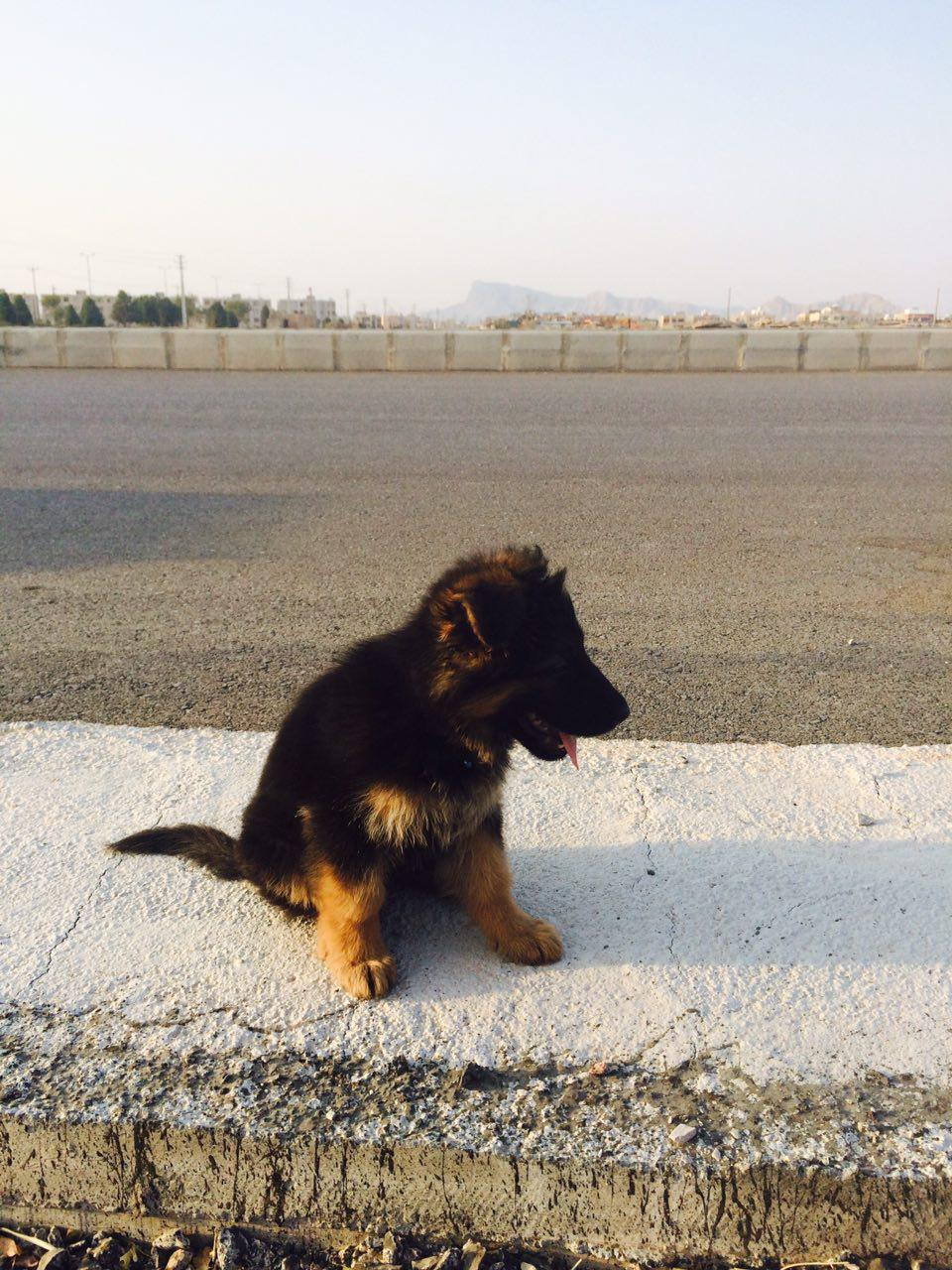
تولهٔ ژرمن در سن دو ماهگی - Ema

ودر پیری سرطانهای مختلف 

## نگهداری
سگ ژرمن برای زندگی در آپارتمان مناسب نیست .  سگ های ژرمن به فعالیت بدنی بسیار زیادی در روز احتیاج دارد و سرو صدای زیادی هم دارد و موجب اذیت شدن همسایگان می شود. بهتر است بدانید که این نژاد سگ یک سگ باهوش و قدرتمند است و نگهداری آن در داخل خانه‌های کوچک کار عاقلانه ای نیست.
با نگهداری این سگ در خانه باعث خواهید شد که این سگ نتواند فعال باشد و در صورت عدم رعایت شما می‌توانید باعث افسردگی و ضعیف شدن ژرمن شپرد شوید.
بهترین انتخاب برای نگهداری سگ داشتن یک پارکینگ یا حیاط بزرگ یا در خانه های ویلایی است که سگ بتواند در طول روز بازی کند. 
هزینه غذا بین ۱ میلیون تومان تا ۳ میلیون تومان در ماه

## فعالیت بدنی
فعالیت و جست و خیز رادوست دارد. گاهی اوقات به تعلیم و آموزش علاقه نشان می‌دهد و از کشتی گرفتن و مبارزه لذت می‌برد.

## نگارخانه

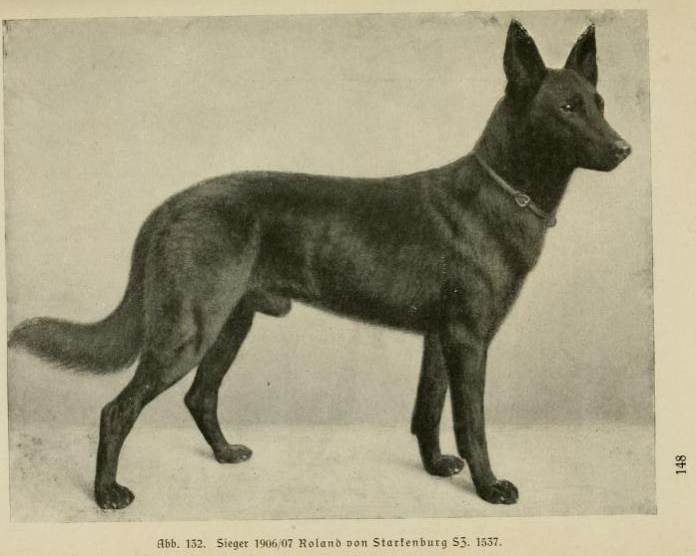
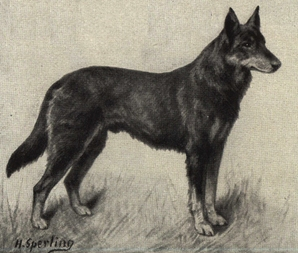
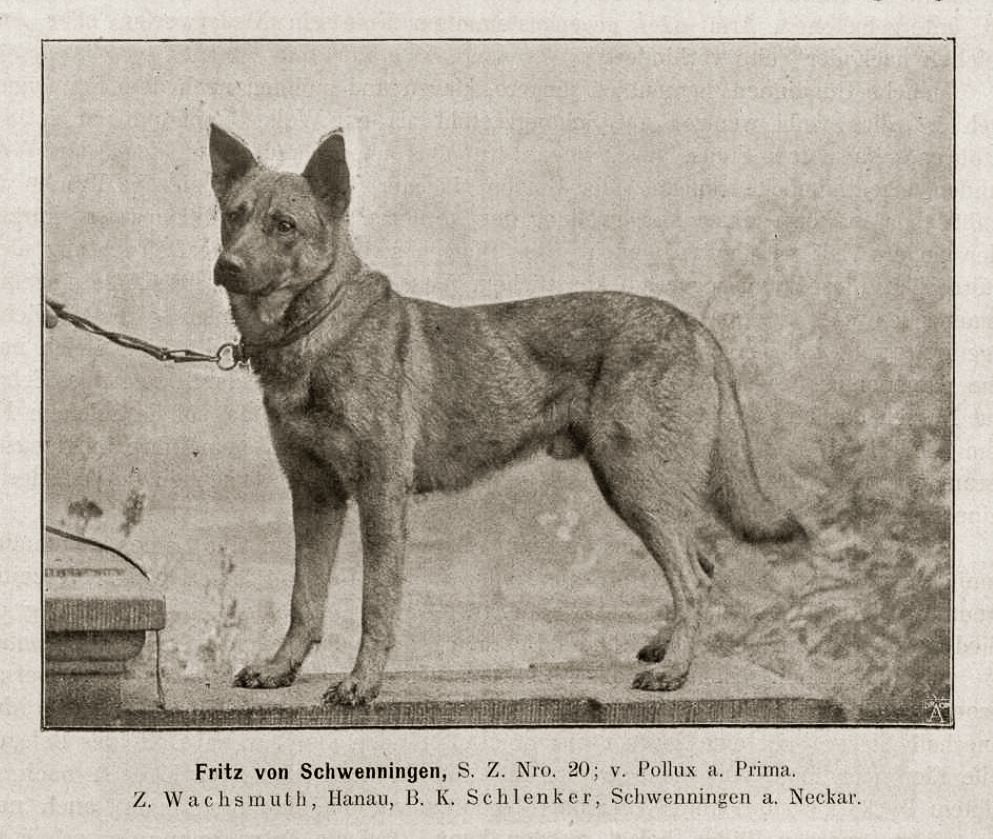
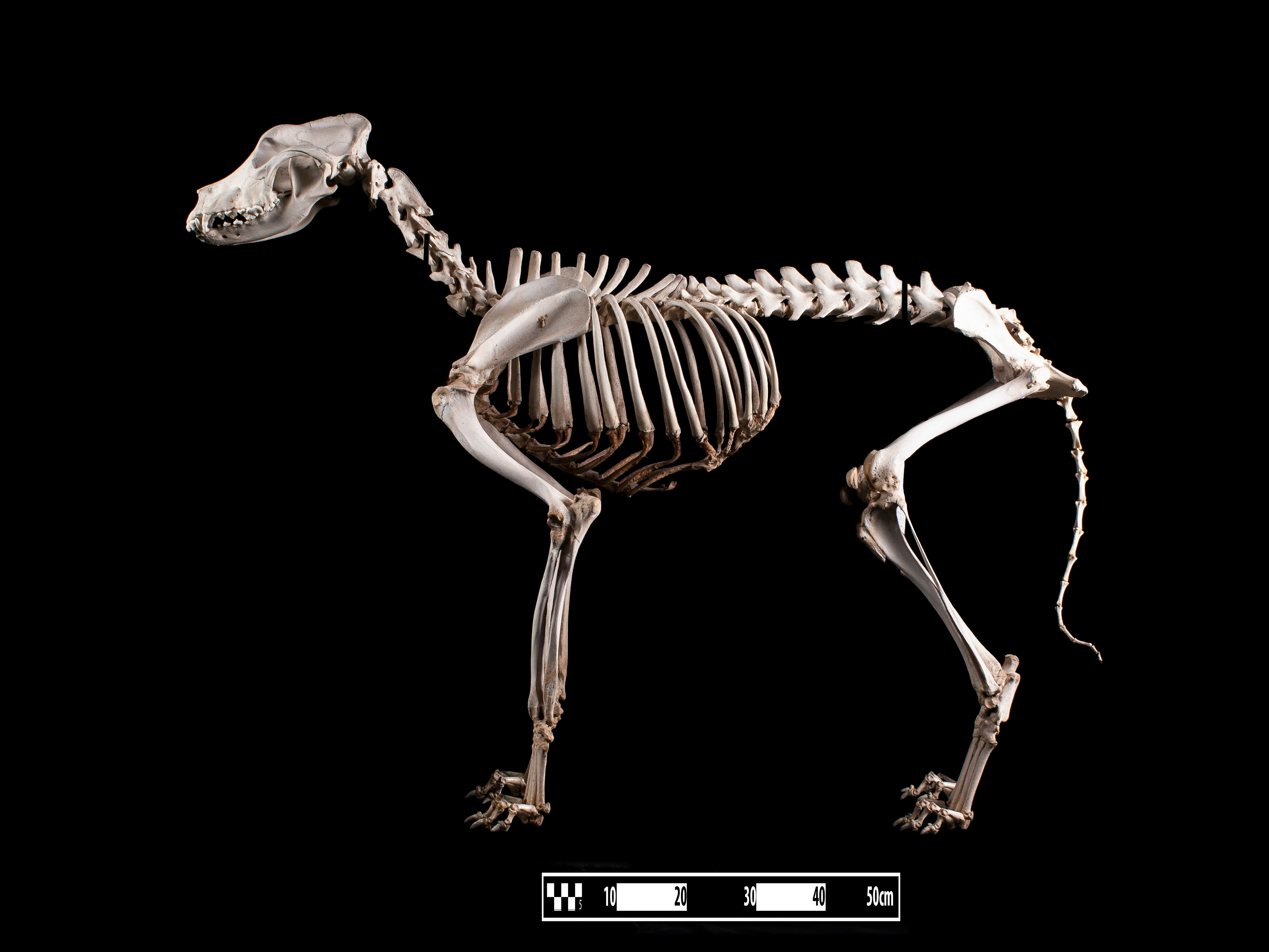
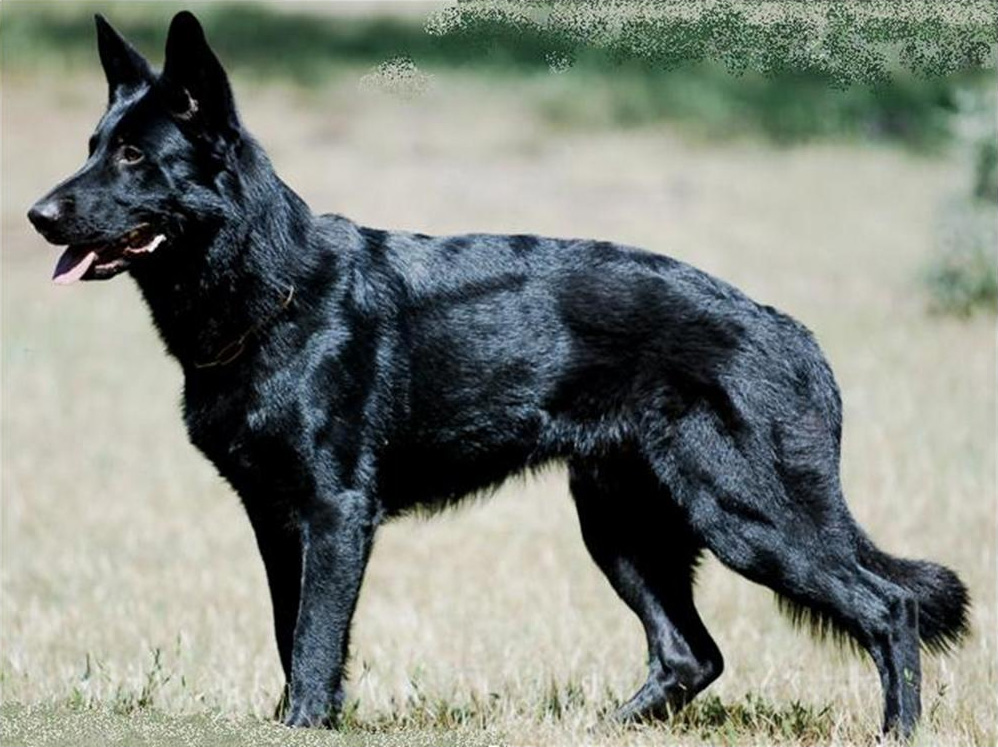
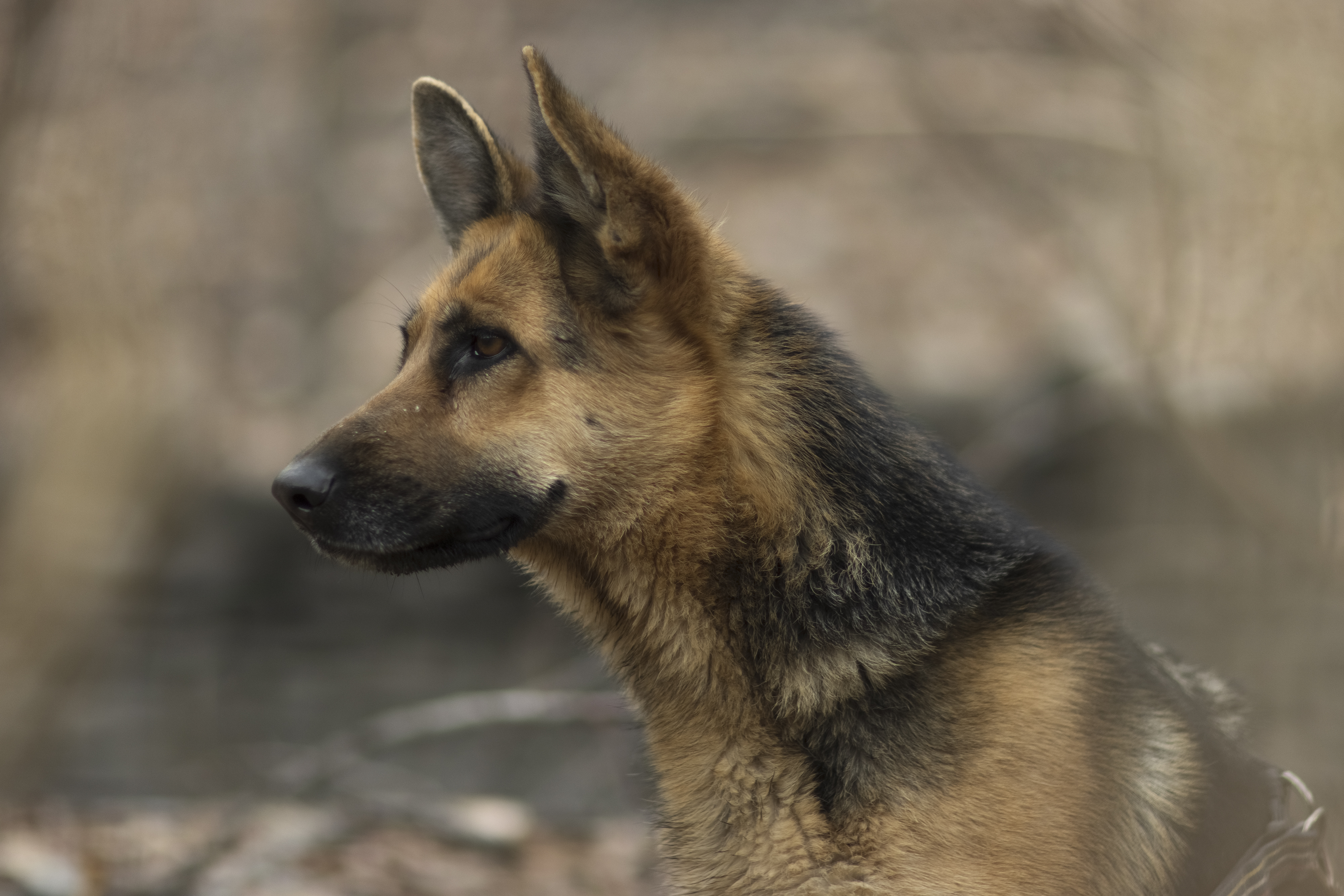
سر و پوزه ژرمن شپرد
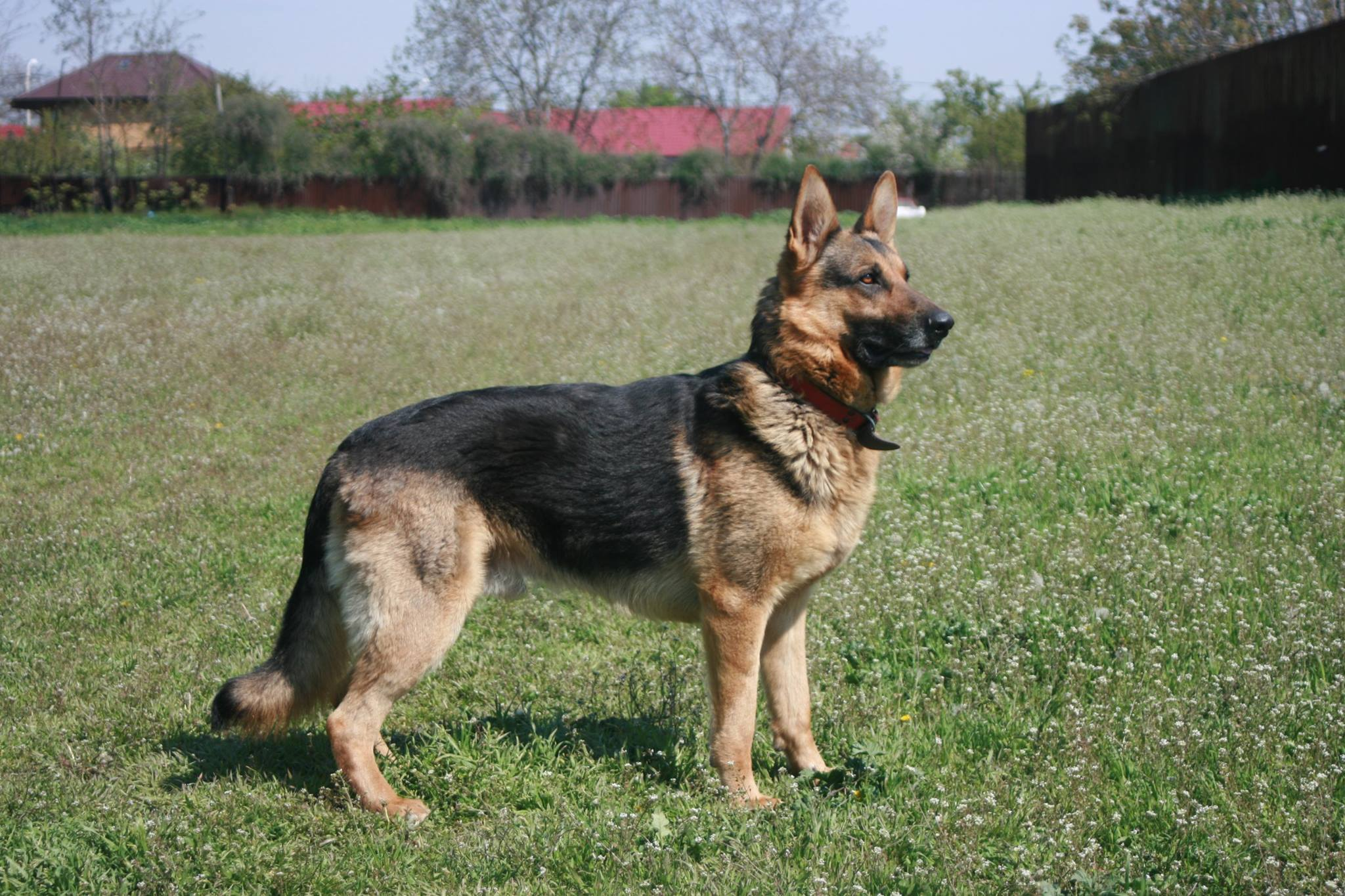
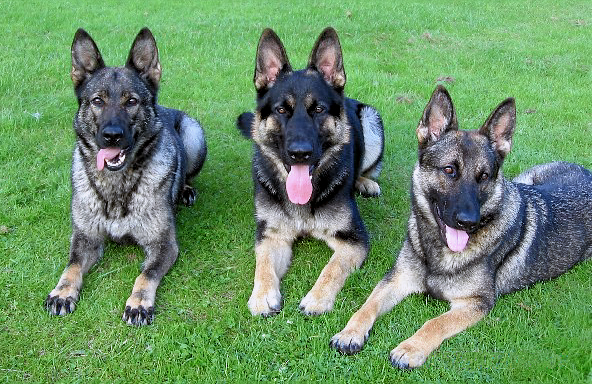
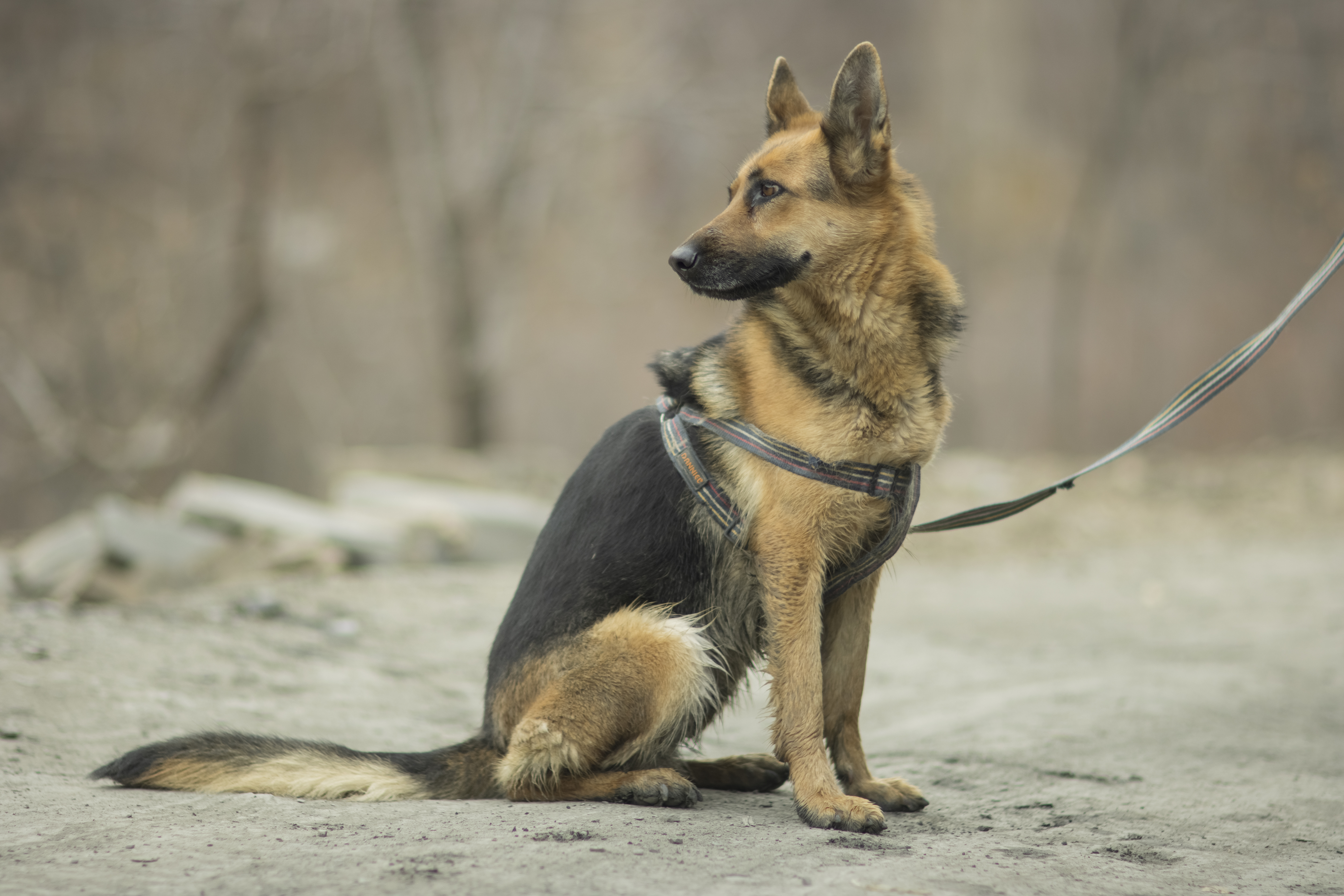
یک سگ ژرمن تعلیم داده شده